# Álef

Föníciai álef

Az álef (alef, aleph, alaph, ōlaph, alif) a mássalhangzós (abdzsad) írású sémi nyelvek szinte mindegyikében – a föníciai, a héber, az arámi, a szír és az arab írásban is – az ábécé első betűjét jelöli.
Az álef (héberül אָלֶף) szó alapjelentése a sémi nyelvekben ökör. A jel eredete vitatott; a korai piktografikus sémi feliratokban világosan felismerhető ökörfejként van jelen (pl. Szerabit el-Kadem), amiből többen egyiptomi eredetet feltételeznek, de ez nem bizonyított.
A föníciai ábécében az álefet egy balra döntött „A” betűhöz hasonló szimbólum (lásd a képen), míg az ebből származtatható héber ábécében az א álef szimbólum jelöli. Általában a föníciaiból származónak vélik az ógörög ábécé alpha (άλφα) szavát és az α jelet. A föníciaiból származtatott görög írás elmélete azonban még egy olyan korból származik, amikor a közel-keleti és anatóliai írásrendszerek kevéssé ismertek voltak, így a kariai, lükiai, piszidiai írások, amelyek korábbiak a föníciainál, mégis hasonlóak a göröghöz. A görög alpha és a föníciai álef közös őse nagy valószínűséggel inkább a mindegyiknél korábbi ugariti ábécé alpa betűje. Az is előfordulhat, hogy a betű nevét közvetlenül Ugaritból vették át, míg az írásképet már a pregörög anatóliai térség befolyásolta. Latin megfelelője az A betű; a magyarban is „a” a hangértéke az alefet jelölő szimbólumoknak.
Az egyiptomi írásban egy keselyű alakja jelöli; tudományos átírásban a jele 3.

## Matematikai jelentés
A matematika halmazelmélet nevű ágában a végtelen halmazok számosságának jelölésére használják. A megszámlálhatóan végtelen számosság jelölésére Georg Cantor vezette be az alefot egy 0 (nulla) alsó indexszel (ejtsd: [alef-null], írd: {\displaystyle \aleph _{0}}). Például az egész számok (vagy a racionális számok) {\displaystyle \aleph _{0}}-nyian vannak. Az {\displaystyle \aleph _{1}} az {\displaystyle \aleph _{0}}-t követő számosság, tehát az a legkisebb számosság, amely nagyobb, mint {\displaystyle \aleph _{0}}. A kontinuumhipotézis szerint az {\displaystyle \aleph _{1}} éppen a kontinuum számossága, amely megfelel az egyenes (vagy a sík vagy a tér) pontjai vagy a valós számok számosságának. A halmazelmélet szokásos axiómarendszerében a kontinuumhipotézis nem dönthető el, azaz elfogadásával, illetve elvetésével is értelmes rendszert kapunk. Az utóbbi esetben az {\displaystyle \aleph _{1}} a kontinuum-számosságnál kisebb: ez esetben a számegyenesnek van olyan része, amely a racionális számoknál „sűrűbben”, de a valós számoknál „ritkábban” helyezkedik el.